# Твороговское сельское поселение
Се́льское поселе́ние «Творого́вское» (бур. Твороговын hомон) — муниципальное образование в Кабанском районе Бурятии Российской Федерации.
Административный центр — Шигаево. Включает 4 населённых пункта.

## География
МО СП «Твороговское» находится на севере центральной части района на левобережье Селенги и занимает центральную часть дельты реки в пределах Кабанского заказника, на севере выходя к берегу Байкала. На западе поселение граничит с МО СП «Ранжуровское», на юге — с МО СП «Колесовское», на востоке (по Селенге) — с МО СП «Красноярское», на северо-востоке (в дельте) — с МО СП «Корсаковское».

## Население
| 2002  | 2011  | 2012  | 2013  | 2014  | 2015  | 2016  |
| ----- | ----- | ----- | ----- | ----- | ----- | ----- |
| 1640  | ↘1410 | ↘1388 | ↗1399 | ↘1380 | ↗1392 | ↘1349 |
| 2017  | 2018  | 2019  | 2020  | 2021  | 2023  | 2024  |
| ↘1344 | ↘1328 | ↘1274 | ↘1273 | ↗1466 | ↘1384 | ↘1358 |

## Состав поселения
| № | Населённый пункт | Тип населённого пункта       | Население |
| - | ---------------- | ---------------------------- | --------- |
| 1 | Борки            | посёлок                      | ↘184      |
| 2 | Мурзино          | село                         | ↗48       |
| 3 | Творогово        | село                         | ↘669      |
| 4 | Шигаево          | село, административный центр | ↘513      |